# San Sigismondo (Previtali)
Il San Sigismondo è un dipinto olio su tavola di Andrea Previtali conservato presso la chiesa di Santa Maria Assunta a Bergamo. Il dipinto è firmato dall'artista e datato 1512.

## Storia
Andrea Previtali era nato a Brembate di Sopra ma con la famiglia che commerciava corde e aghi, si trasferì molto piccolo a Venezia, dove fu allievo di Giovanni Bellini, e dove poté studiare i lavori di tanti artisti che lavoravano nella città laguna, facendo ritorno nel 1511 a Bergamo forse invitato dalla famiglia dei Casotti de Mazzoleni per la realizzazione del dipinto San Giovanni Battista tra altri santi.
La tavola di san Sigismondo fu realizzata nel 1512 commissionata per la chiesa di Santa Maria di Sotto dedicata al santo re dai frati osservanti ed è il primo dipinto firmato dall'artista con il proprio cognome.
La tela fu commissionata mentre la città orobica veniva devastata dalle truppe francesi terrorizzando la popolazione, da qui il facile collegamento al re cristiano di origine burgunda che era stato lasciato morire con la famiglia dentro un pozzo da parte dell'esercito franco di Clodomiro.

## Descrizione
La tavola faceva parte di un trittico di cui sono perse le due parti laterali e la cimasa. La forma centinata presuppone la locazione primaria in una nicchia. L'artista arrivato a Bergamo trova una forma d'arte completamente differente da quella che aveva studiato a Venezia, non erano ancora arrivati dalla lagura a portare il rinascimento veneziano, ma gli artisti presenti erano il Bergognone e il Boselli che avevano mantenuto sul territorio l'arte lombarda, e il Previtali si adeguò. Lo studio e capacità di rielaborazione era una dote che indica l'intelligenza dell'artista. 
Il santo è raffigurato seduto su di un trono portando sul capo la corona a cinque gigli, una stola di ermellino sulle spalle, nella mano destra tiene lo scettro e nella sinistra una sfera dorata. Indossa una veste rossa legata alla vita con un nastro sempre in oro, mentre un grande manto con i risvolti sempre in oro, lo copre fino ai piedi. Una grande capigliatura e la barba scura coprono fino alle spalle e il mento. L'atteggiamento regale imponente viene nascosto dallo sguardo mite. Il trono è posto su di un piedistallo con la firma dell'artista: MDXII ANDREAS PREVITALUS PINXIT. Il pittore eseguirà negli anni successivi raffigurazioni con le medesime caratteristiche come il polittico di sant'Antonio conservato all'Accademia Carrara. In particolare fu aggiudicato al Previtali il Sant’Alberto carmelitano della chiesa di Santa Agata proprio per la vicinanza pittorica a san Sigismondo, essendo invece un lavoro di Zenale.